# Zouïvka (oblast de Donetsk)
Zouïvka (en ukrainien : Зу́ївка, en russe : Зу́евка, Zouïevka) est une commune de type urbain située à l'est de l'Ukraine dans le Donbass et l'oblast de Donetsk. Depuis 2014, elle appartient à la république populaire de Donetsk,.

## Géographie
Zouïvka se trouve à 45 km à l'est de la ville de Donetsk et fait partie du conseil rural de Zouïvka qui dépend administrativement du conseil municipal de Khartsyzsk.
Le bourg se trouve dans la partie orientalo-centrale de l'oblast de Donetsk sur les pentes de la rive gauche de la rivière Krynka,, à la confluence de la rivière Olkhova, affluent gauche de la Krynka. La frontière de la commune s'étend de l'ouest au sud le long de la Krynka et au nord, le long de l'Olkhova. Trois réservoirs s'étendent près du bourg: au nord-est celui de l'Olkhova; au nord-ouest le réservoir Khanjonkivské; et au sud celui de Zouïvka. une partie du territoire se trouve dans le parc naturel de Zouïvka.

Vues de Zouïvka
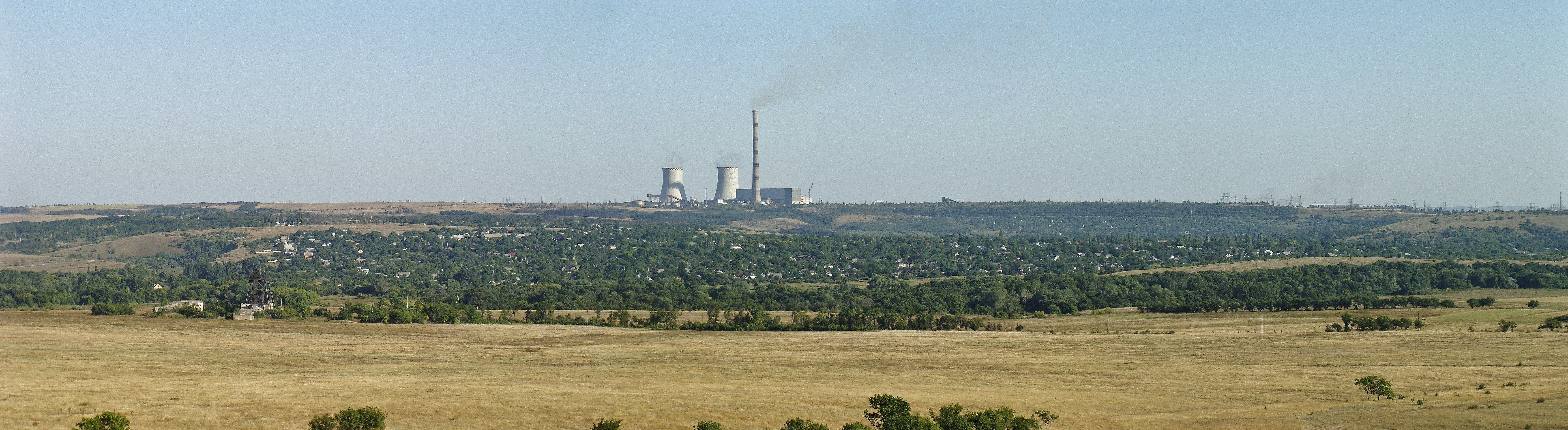
Vue à partir du nord-ouest.
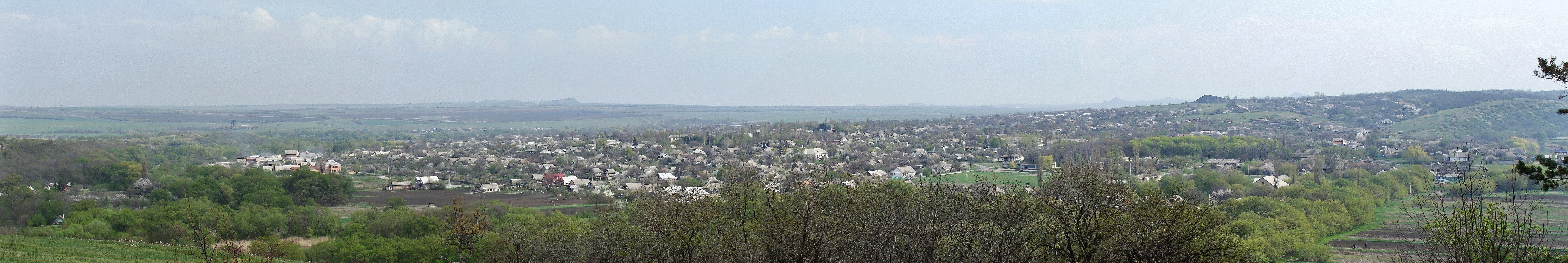
Vue à partir du sud.
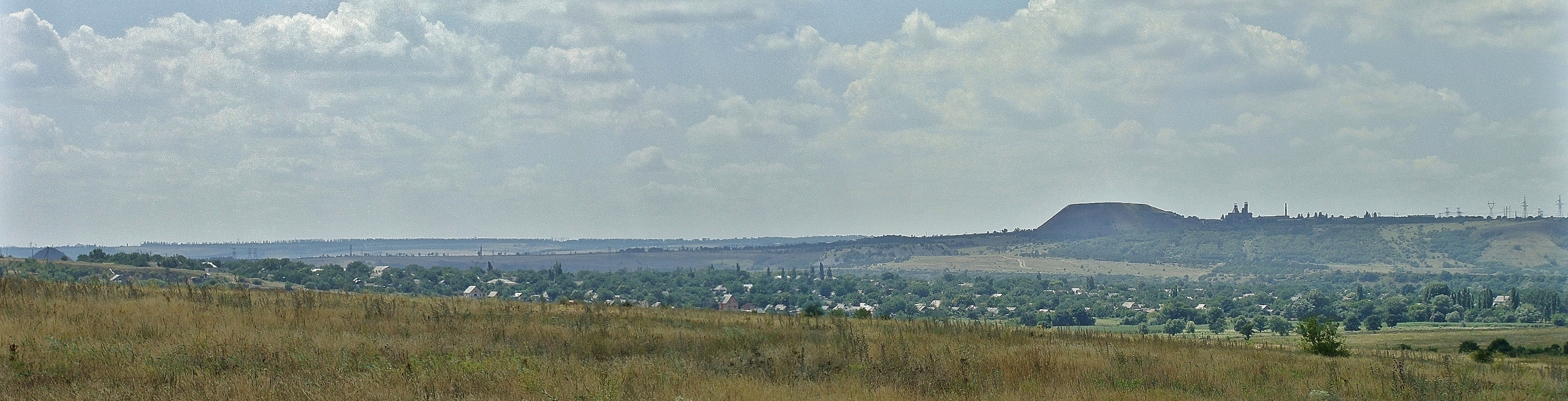
Vue à partir du nord-est.

## Histoire
Ce territoire appartient du XVe au XVIIe siècle au khanat de Crimée. Il est constitué d'immenses steppes quasiment inhabitées. Des centaines de paysans échappant au servage se sont réfugiés plus précisément à la confluence de la Krynka et de l'Olkhova au cours des années sur la berge élevée ou dans des endroits protégés dans ce qui était autrefois appelé « l'étendue sauvage ».

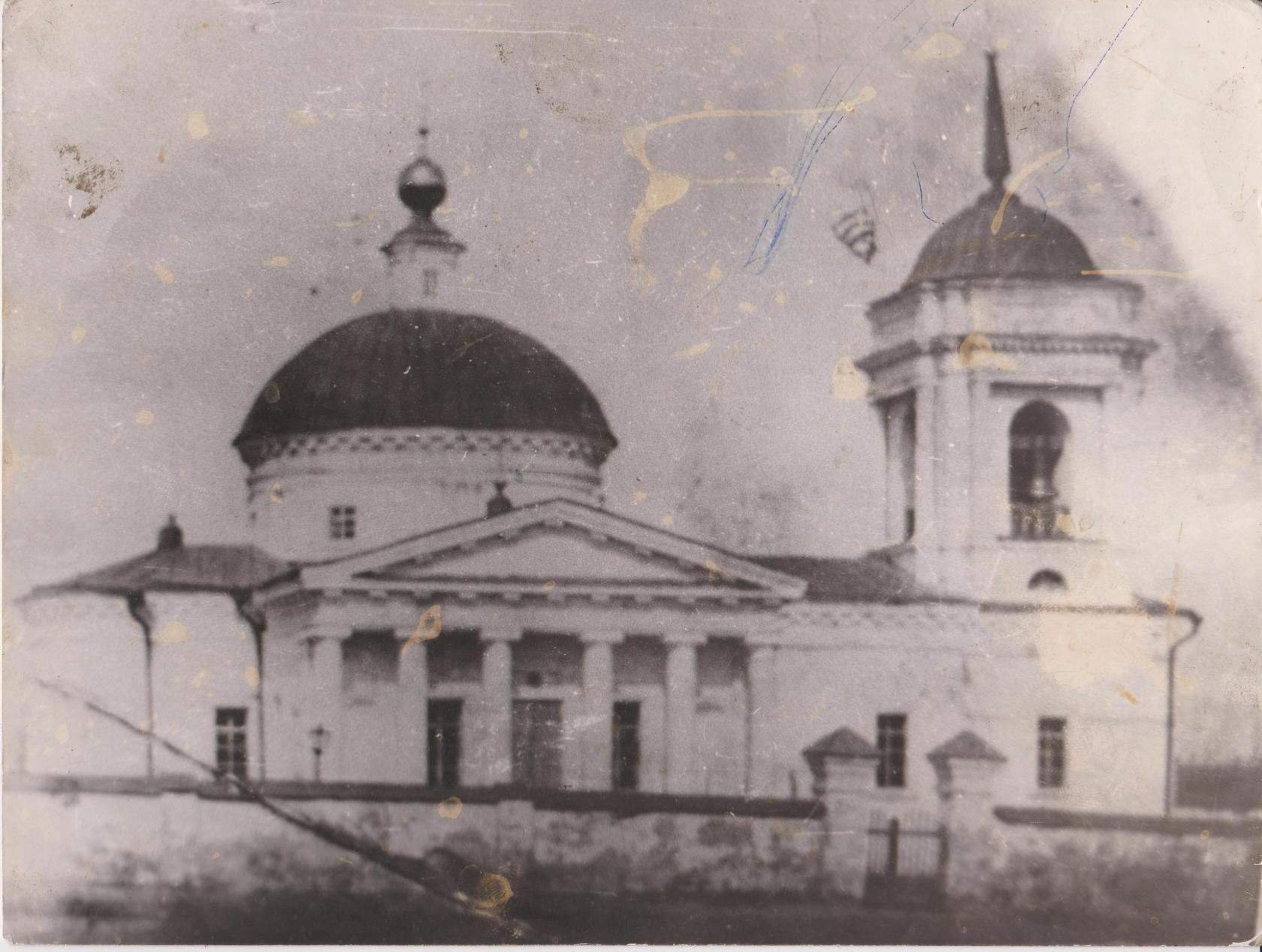
Ancienne église de Zouïvka.

En 1777, le général-major des cosaques du Don, Dmitri Ilovaïski, frère de l'ataman Alexeï Ilovaïski, reçoit ces terres de Catherine II de Russie en remerciement de la capture de Pougatchev. Il y construit son manoir et nomme la sloboda en Zouïvka. Elle se développe et il fait venir en 1785 plus de cinq cents familles paysannes russes du gouvernement de Saratov pour l'exploitation des terres. Certaines s'installent dans son domaine près de Makiïvka, d'autres à Zouïvka. Ce sont entre autres les familles Skouratov, Popkov, Marassine, Kisseliov, etc. La première église de bois est construite en 1796 et consacrée à la Mère de Dieu, et une autre en pierre pour l'hiver est construite plus loin en 1803 et consacrée le 25 septembre 1804. Elle est démolie lors d'une campagne d'athéisme dans les années 1930. Le village reçoit le statut de commune urbaine en 1938.
Zouïvka est occupée par l'armée allemande du Troisième Reich du 26 octobre 1941 au 3 septembre 1943. Des soldats allemands et italiens y sont cantonnés. Des communistes, des membres du Komsomol, des juifs sont arrêtés et des villageois sont envoyés travailler dans des mines allemandes. Cent soixante et onze résistants sont fusillés et quatre cents soldats soviétiques sont enfermés dans un camp de concentration dans le territoire du kolkhoze. On élève en 1953 un monument aux morts sur la fosse commune des quatre-vingt quinze soldats soviétiques morts pour la libération du village.
Dans les années 1970, l'économie repose sur l'exploitation du charbon. En 1978, Zouïvka compte 5 800 habitants. Il y a une station hydroélectrique, un sovkhoze d'élevage avicole, une usine de produits ménagers et une école moyenne, une polyclinique, deux clubs et deux bibliothèques,. En 1989, la population est de 4 282 habitants. Elle tombe à 3 107 habitants en 2019.
La bourgade fait partie de la république populaire de Donetsk depuis 2014.

### Monuments

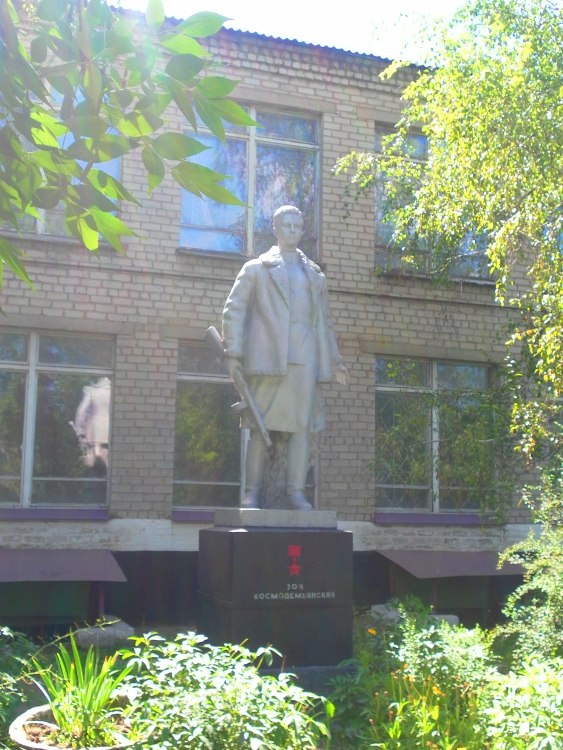
Statue de Zoïa Kosmodemianskaïa.

On a trouvé près du village une sculpture de pierre datant du XIe ou XIIe siècle provenant des tribus nomades. Une statue de bronze de Nicolas II de Russie avec une plaque en hommage à l'empereur Alexandre se trouvait depuis le début du XXe siècle sur la place du Bazar. Elle a été démolie par les bolchéviques en 1920. On a érigé en 1922 un obélisque sur la fosse commune de révolutionnaires fusillés en décembre 1919 par l'armée blanche.
Les soldats soviétiques morts pour la libération de Zouïvka ont été enterrés dans un nouvel emplacement en 1955 avec un monument aux morts, ainsi que les tombes des soldats morts dans le camp de concentration de Zouïvka. 
On trouve un monument à Lénine érigé en 1954-1955 devant le club du kolkhoze Gorniak-4 et une statue de la jeune résistante Zoïa Kosmodemianskaïa érigée en 1974 devant l'école no 11.

## Transport
Zouïvka se trouve à 8 km au nord-est de la gare de chemin de fer de Khartsyzsk, sur la ligne Iassynouvata-Ilovaïsk.

## Autres
C'est en l'honneur du village qu'ont été baptisées la station hydroélectrique de ZouGRES (aujourd'hui ZouETETS) et celle de ZouGRES-2 (aujourd'hui ZouTES) qui à leur tour ont donné son nom à la ville de Zouhres.
Le nom est un acronyme formé sur l'abréviation Zou (pour Zouïvka) suivi de G pour gossoudarstvennaïa (national), de R pour raïonnaïa (de raïon) pour local suivi de E pour elektritcheskaïa (électrique) et enfin de S (stantsia) pour station.